# Alzingen
Alzingen (Luxemburgs: Alzéng) is een plaats in de gemeente Hesperange en het kanton Luxemburg in Luxemburg.

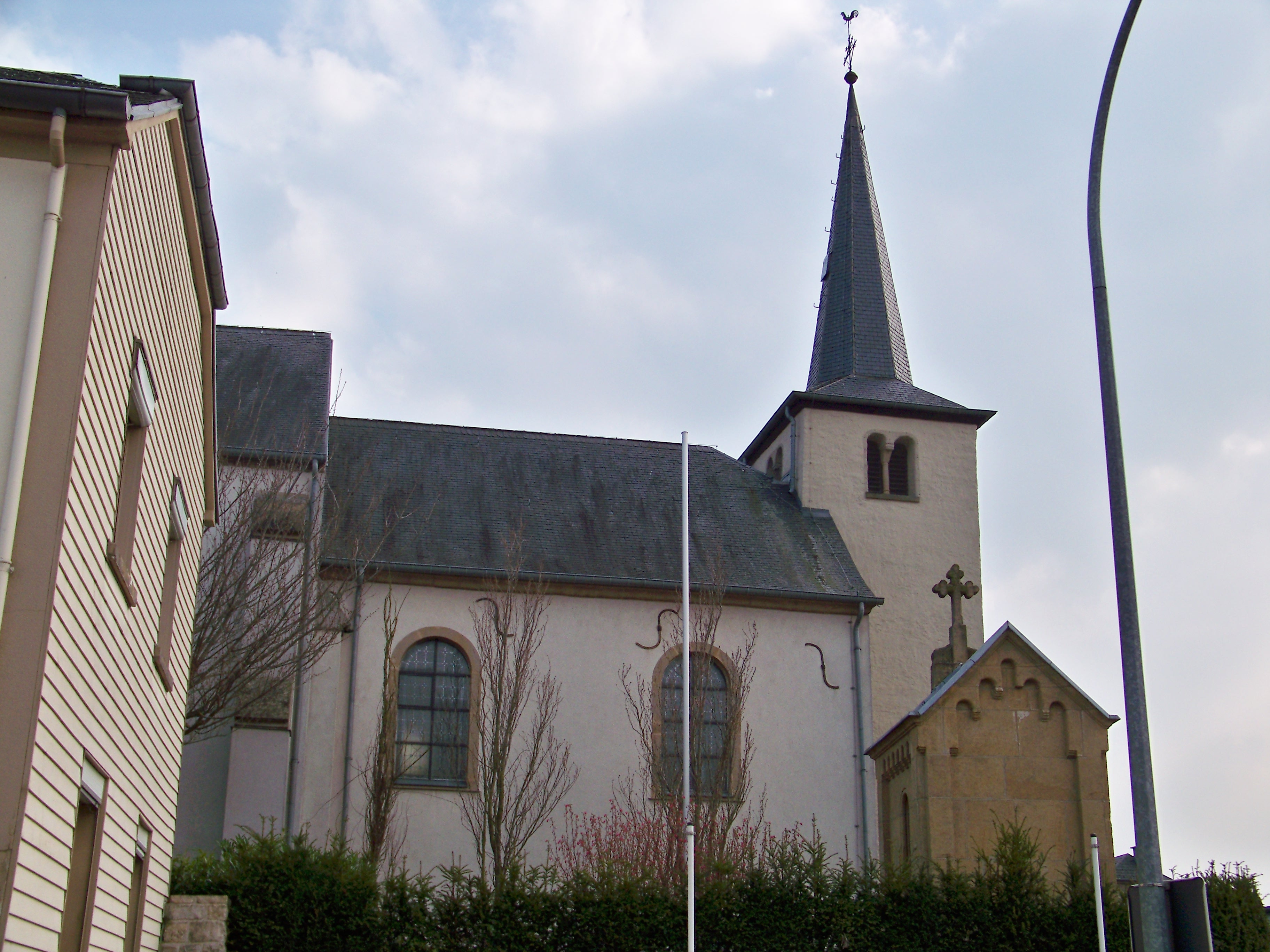
Kerk

Alzingen telt 1352 inwoners (2001).